# Rivoli Veronese

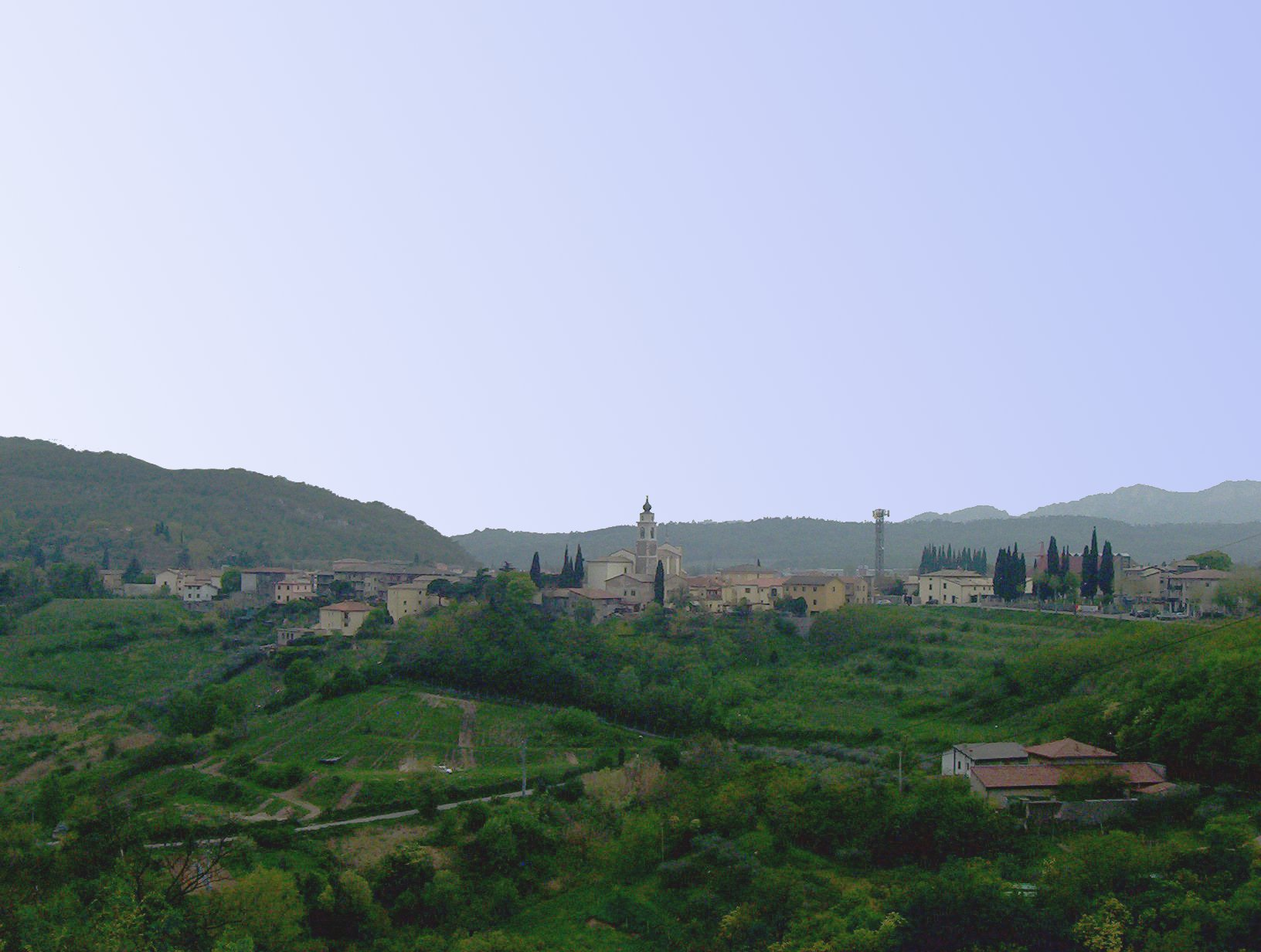
Rivoli Veronese

Rivoli Veronese ist eine italienische Gemeinde mit 2274 Einwohnern (Stand 31. Dezember 2023) in der Region Venetien, Provinz Verona.
Zur Gemeinde gehören die Ortsteile Canale und Gaium. Nachbargemeinden sind Affi, Brentino Belluno, Caprino Veronese, Cavaion Veronese, Costermano, Dolcè und Sant’Ambrogio di Valpolicella. Der Schutzpatron der Gemeinde ist Sant’Isidoro.

## Geographie
Rivoli liegt 25 km nordöstlich von der Provinzhauptstadt Verona entfernt am Ufer der Etsch, die hier die Veroneser Klause durchfließt. Der Ort befindet sich auf einer Höhe von 191 m s.l.m. und umfasst ein Gebiet von 18,45 km² und einer mittleren Einwohnerdichte von circa 110 Einwohnern pro km².

## Bevölkerung
Demographische Entwicklung:

## Sehenswürdigkeiten
- Das Museo Napoleonico, ein Museum, das zusammen mit dem gleichzeitig errichteten Denkmal dem Gedenken Napoleons und insbesondere der Schlacht bei Rivoli gewidmet ist.
- Das unter österreichischer Herrschaft errichtete Fort Wohlgemuth, erbaut 1850/51, auf dem Hügel Monte Castello. Zusammen mit den Festungen von Ceraino und Monte diente es der Verteidigung der Straße zwischen dem Gardasee und der Etsch.

## Wirtschaft
Wichtiger Wirtschaftsfaktor ist der Weinbau, insbesondere des Valdadige, der unter den Namen Dolcè, Brentino Belluno, Rivoli und Avio (DOC) vertrieben wird.